# 김세현 (1999년)
김세현(한국 한자: 金世現, 1999년 5월 19일 ~ )은 대한민국의 축구 선수로, 포지션은 공격수이다. 현재 K3리그의 포천시민축구단 소속이다.